# Chiesa di San Lorenzo (Contà)
La chiesa di San Lorenzo è una chiesa cattolica situata a Cunevo, frazione di Contà in Trentino. Fa parte della zona pastorale delle Valli del Noce e si presume che risalga ai secoli XIII e XIV.

## Storia

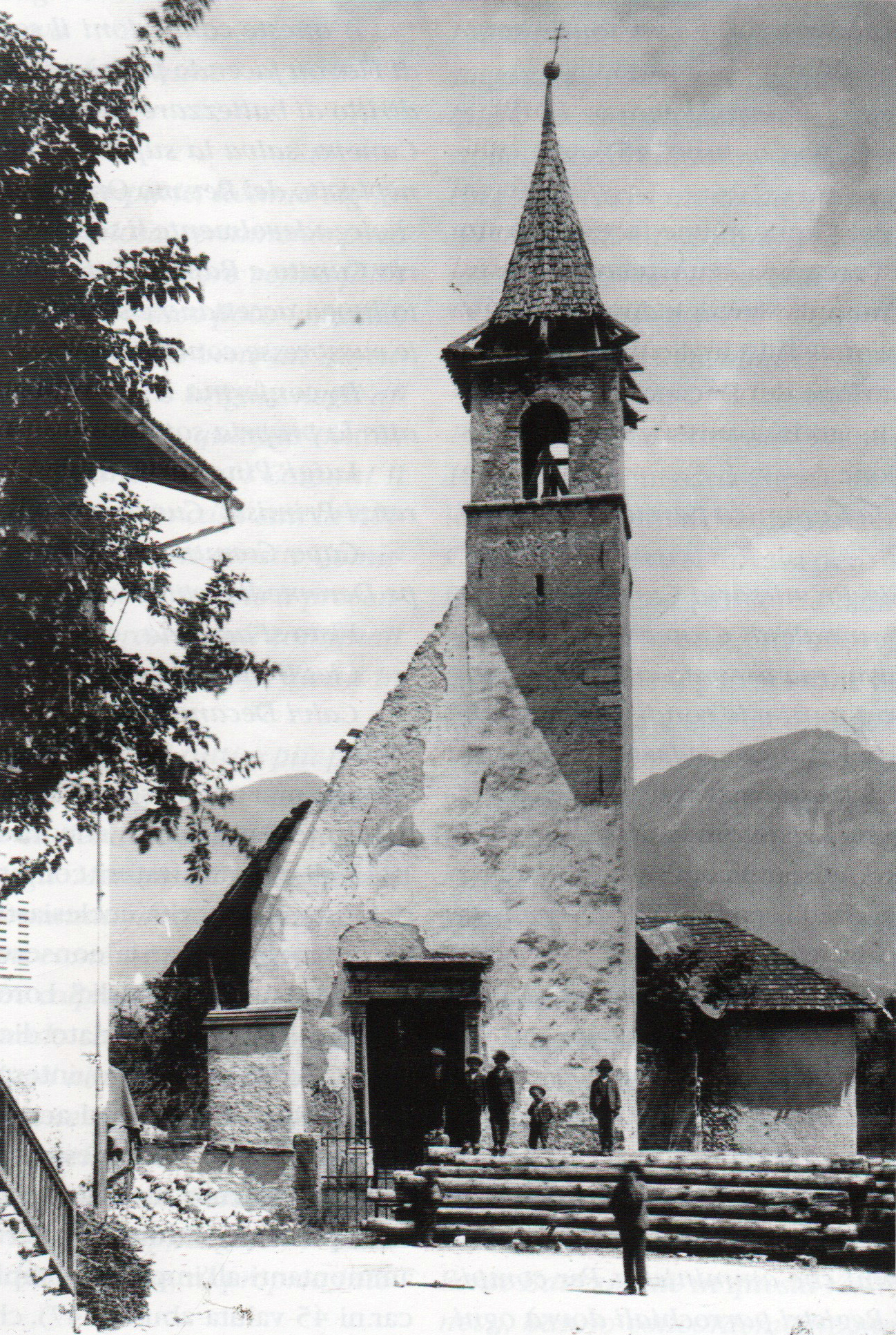
La chiesa in pessime condizioni prima del restauro del 1923

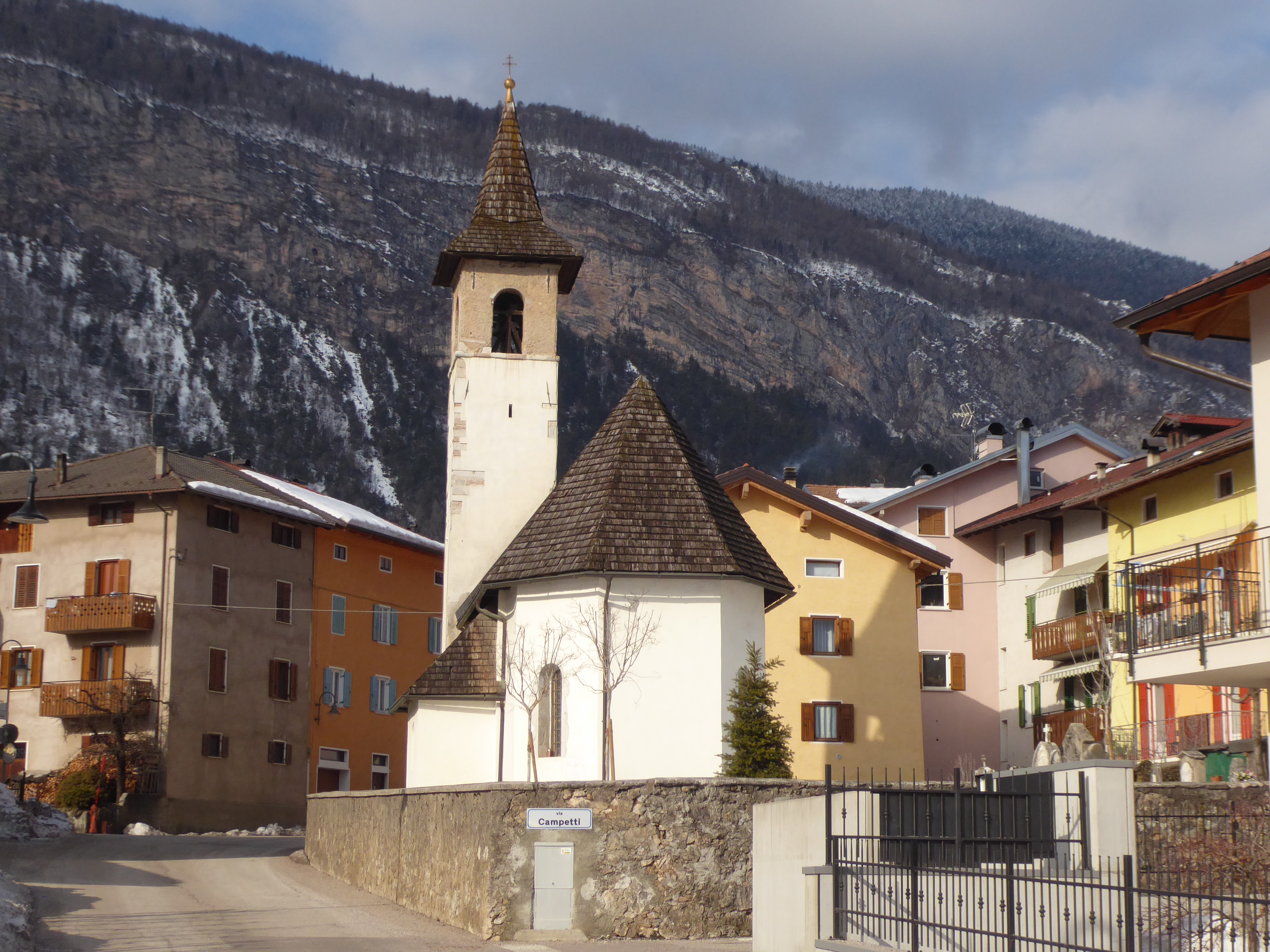
Vista da dietro

Ai nostri giorni non è arrivato alcun documento riguardante la costruzione della chiesa, ma vista la presenza di una famiglia feudale che annoverava tra i suoi membri anche degli ecclesiastici, ad esempio Adelpreto di Cunevo, menzionato come Canonico di Trento in due documenti del 1254 e del 1255, si pensa che essa risalga al XIII secolo o addirittura prima. È difficile da stabilire, ma grazie ad alcuni resti del presbiterio e dell'abside pervenuti durante il restauro del 1993/94, si presume che essa sia stata costruita su una preesistente cappella. A prescindere dalla data di erezione della chiesa, è probabile che la popolazione del paese frequentasse la Chiesa di Santa Maria Maddalena, nel monastero di Santa Maria Coronata, appartenente alla pieve di Flavon.
La prima menzione documentaria della chiesa di San Lorenzo è presente in un documento steso a Flavon l'11 luglio 1327, dove sono ricordati i beni appartenenti alla chiesa.
Nel corso del XIV secolo la chiesa venne sottoposta a modifiche e ristrutturazioni che le fecero cambiare in parte il primitivo stile romanico che la caratterizzava.
Nel corso del XVI secolo la chiesa fu sottoposta a lavori che ne modificarono lo stile originario. Le volte a capriate furono sostituite da una volta a crociera che rovinò gli affreschi, riportanti la data del 1490, di Giovanni Baschenis, venuti alla luce durante il restauro eseguito nel 1923 dall'Ufficio Belle Arti di Trento. L'edificio assunse così forme gotiche, tipiche del periodo clesiano. Sul portale maggiore è incisa la data del 1559, probabilmente l'anno del compimento dei lavori.
La chiesa è citata negli Atti Visitali del 1537, dove è descritta ben arredata e provvista del necessario. Dalla visita pastorale del 1579 sappiamo che l'edificio sacro possedeva due altari: uno dedicato a san Lorenzo e l'altro ai Santi Innocenti. Quest'ultimo fu fatto levare su ordine dei visitatori del 1616, che chiesero altresì di costruire una nuova sacrestia. Nella successiva visita del 1649 non è più menzionata la sacrestia, ma si parla di un nuovo altare, consacrato ai santi Antonio e Rocco. L'altare fu consacrato dal vescovo ausiliare di Bressanone, Iesse Perchoffer. Nell'aprile del 1647 il nobile Antonio Job, residente a Trento, ma originario di Cunevo, istituì un beneficio di tre messe settimanali per la sua anima, lasciando alla chiesa una casa con cortile e un orto. Gli abitanti del paese si attivarono nei decenni successivi affinché anche la Chiesa di San Lorenzo venisse elevata a curazia. Il Regno di Baviera, succeduto al Principato vescovile di Trento nel 1806, istituì il 1º luglio 1807 l'elevazione a primissaria curata di Flavon. Fu incorporato il beneficio Job, con l'obbligo di celebrare le tre messe settimanali, oltre a questo il curato doveva insegnare a leggere e scrivere ai bambini del paese, spiegare il catechismo la domenica e udire le confessioni. Il comune di Cunevo si impegnava a versare annualmente 200 fiorini.
Nel corso del XVIII secolo fu costruito il campanile dai muratori Dell'Antonio, provenienti dalla Val di Fiemme, ancora oggi presente. Nel 1842 il parroco di Flavon, Luigi Pinamonti, acconsentì alla richiesta del Capo Comune di Cunevo di dotare la chiesa di un fonte battesimale; nel 1845 fu concessa infine dal vescovo di Trento Giovanni Nepomuceno de Tschiderer la custodia dell'Eucaristia.
Con la costruzione della nuova e più grande Chiesa del Santissimo Redentore (1858-1862), la chiesa di San Lorenzo passò in secondo piano. Iniziò un lento abbandono sia da parte della curia che da parte del comune, che inviò una supplica nel 1885 al vescovo di Trento Giacomo Della Bona chiedendo di poter demolire la chiesa per evitare una inutile spesa, conservando la sacrestia e la cappella della famiglia Job. Anche il parroco di Flavon appoggiava la richiesta, lamentando l'incapacità del comune di Cunevo di garantire la conservazione di due chiese e le precarie condizioni dell'edificio, che "minaccia tanto nel tetto quanto nella facciata di settentrione di rovinare".
Fortunatamente l'operazione non fu mai portata a termine, ma la chiesa rimase per decenni abbandonata, tanto da essere utilizzata come cucina da campo durante la prima guerra mondiale. Il restauro del 1923 portò alla demolizione della sacrestia a ridosso della cappella Job, al rifacimento del tetto e alla scoperta degli affreschi di Giovanni Baschenis. Fu inoltre innalzato il muro di cinta troppo basso del cimitero. Ci furono poi altri interventi di ristrutturazione da parte della Provincia autonoma di Trento (i più recenti nel 1977, con il rifacimento della copertura in scandole di larice, 1982 e 1994), che hanno permesso di utilizzare attualmente l'edificio per funzioni minori lungo l'intero arco dell'anno.
Il 10 di agosto viene celebrata in questa chiesa la messa in onore di san Lorenzo, patrono di Cunevo.

## Descrizione

### Struttura
La chiesa di San Lorenzo, costituita in arte romanica, con volte a capriate, rappresenta ora l'insieme di stili differenti; ciò è dovuto alle numerose modifiche avvenute nel corso dei secoli. La chiesa è situata nella parte meridionale del paese, orientata ad est e circondata dall'antico cimitero, cinto da muretto. Questo cimitero fu dismesso nel 1957, dopo la costruzione di quello nuovo.
La chiesa presenta una facciata a due spioventi asimmetrici, quello destro interrotto dalla presenza del campanile. Il portale rinascimentale in pietra chiara, decorato con motivi floreali di rose in rilievo e a punte di diamante, conserva un'epigrafe di difficile lettura e l'anno 1559, probabilmente l'anno del compimento della ristrutturazione della chiesa in stile gotico clesiano.
Il campanile, risalente al XVIII secolo, è posizionato a sud ovest ed è alto circa 20 metri.  La cella presenta quattro monofore centinate e ha copertura piramidale, completata da globo e croce apicale. Le storiche campane invece sono posteriori: una, fusa nel 1713 da Giorgio Grasmair di Bressanone, donata dopo il primo restauro del 1923 e l'altra, fusa nel 1744 da Pietro Soletti di Brescia, ornata con fregi e diverse figure sacre.

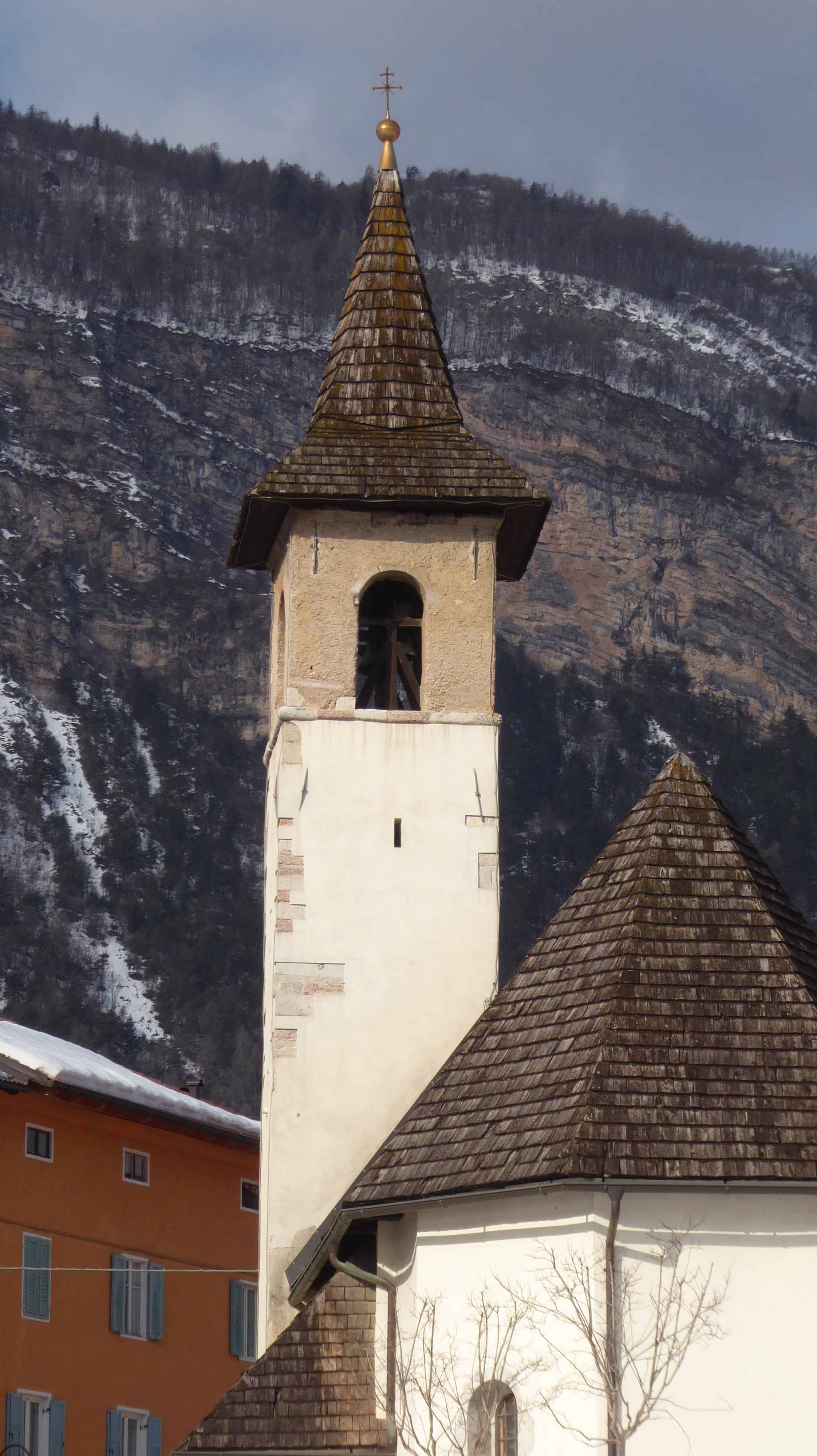
Torre campanaria

### Interni
L'impianto è a croce latina, la navata unica con orientamento a mattina è divisa in due campate, le quali sono a loro volta divise in due archi gemelli in pietra che separano la volte a crociera di tipo gotico. I costoloni della volta sono sostenuti da peducci in pietra grigia, attribuibili al XIII secolo, raffiguranti San Lorenzo, San Pietro e due demoni reggiscudo. L'arco santo ogivale introduce nel presbiterio, elevato di un gradino. La chiesa ha ora un solo altare a forma di mensa, in pietra calcarea rosata, posto dopo il restauro del 1993-94, mentre la pala seicentesca dell'altare maggiore è ora addossata alla parete di fondo dell'abside. Il dipinto raffigura la Madonna con Bambino e Santi Lorenzo e Giovanni Battista. In alto la Madonna col Bambino circondata da angioletti, i santi sono rappresentati tradizionalmente: San Lorenzo con un libro sotto il braccio destro e la graticola, simbolo del suo martirio; Giovanni Battista con un bastone sormontato da una croce con la scritta Ecce agnus Dei, accompagnato da un agnello. Sulla destra si apre la cappella Job, dove è presente una lapide con le iniziali G.I. (Gaspare Job, vicario del barone Bartolomeo Spaur) e un'iscrizione in latino, risalente al 1554.  A lato della cappella è stata affissa, dopo i restauri del 1993/94, la lapide in memoria di un altro Gaspare Job, nipote del precedente, che morì nel 1666.
Questa piccola chiesa ha elevata importanza artistica poiché nel corso del restauro del 1923 furono trovati gli affreschi di Giovanni Baschenis, attivo assieme al fratello Battista Baschenis in Trentino alla fine del XV secolo. Sono ancora perfettamente riconoscibili le rappresentazioni del Cristo con la mano sinistra appoggiata sulla spalla di Giovanni Evangelista e la testa di un secondo apostolo non riconosciuto, che ci permettono di ipotizzare che la parete sinistra presentasse una Ultima Cena, simile a quelle realizzate dai fratelli Baschenis a Sant'Udalrico di Rumo e Santi Filippo e Giacomo di Segonzone.
Sono arrivati sino ai giorni nostri dei bassorilievi e due rozze facce di angeli, posti sopra la porta della sagrestia, demolita nel corso del restauro del 1923. Sotto la finestrella di destra è presente la data 1499, probabilmente l'anno in cui fu ultimata la decorazione di questo ciclo. La parete destra conserva un affresco, risalente alla fine del XIV secolo, raffigurante il Martirio di San Lorenzo, con la tradizionale graticola. In fondo all'aula è presente una pila dell'acquasanta in pietra bianca, risalente al XVIII secolo.